# Electromedicina

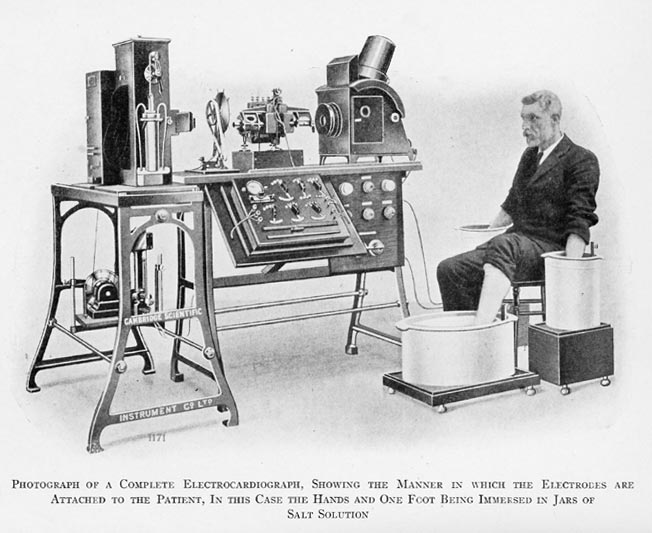
Equipo de electrocardiografía en sus inicios, Einthoven 1906.

La electromedicina es la aplicación de la electricidad en el ámbito de la medicina. Supone el aprovechamiento de la energía basada en la interacción de las partículas cargadas para realizar un diagnóstico o un tratamiento médico. La electromedicina, de este modo, posibilita el diseño, la fabricación y el uso de equipamientos eléctricos que se emplean en el terreno de la medicina o de las ciencias de la salud en general. 
Lo que busca la electromedicina es mejorar y extender la vida. Sus aportes contribuyen a la detección precoz de enfermedades; a minimizar el dolor; a atenuar las consecuencias de las lesiones; y a paliar o revertir una discapacidad, por ejemplo.
En la electromedicina intervienen conocimientos de informática, electrónica, física, matemáticas, biología y fisiología, entre otras áreas. Por eso sus especialistas reciben una formación interdisciplinaria que les garantiza el sustento teórico imprescindible para el desarrollo de sus tareas.
La electromedicina a nivel de aplicación estudia y analiza el cuidado de la salud desde el punto de vista de la tecnología sanitaria.
En otras palabras, consiste en la correcta planificación, aplicación y desarrollo de equipos y técnicas utilizadas en los exámenes y tratamientos médicos, así como el control de calidad de los equipos empleados y el control y prevención de los riesgos asociados.
En los países anglosajones esta especialidad se la conoce como Ingeniería Clínica (aunque las funciones y atribuciones de estos profesionales pueden variar de un país a otro).
Los profesionales de electromedicina aplicada son ingenieros especializados en solucionar y facilitar cualquier problema relacionado con tecnología electrónica en medicina, en todo su ciclo de servicios: adquisición, instalación / validación, mantenimiento, uso y retirada al final de su vida útil.
La electromedicina a nivel de desarrollo se encarga de la creación de dispositivos biomédicos. Los expertos en este campo trabajan en el proceso de arquitectura esquemática, selección de componentes, simulacion y diseño de circuitos de señales analógicas, digitales y mixtaspruebas, desarrollo de algoritmos de control, realización o guía del diseño de PCB,  implementación y prueba de software integrado o código HDL, diseño para EMC y capacidad de fabricación, creación de prototipos,  y validación de productos electrónicos.
Según la nomenclatura derivada de las Directivas Europeas además de como "Equipos Electromédicos” nos referiremos a ellos como “PSANI Productos Sanitarios Activos No implantables” al ser producto sanitario activo (utiliza una fuente de energía) y que no es un implante (por contraposición a los productos sanitarios activos implantables como por ejemplo los marcapasos). 

## Ejemplos de Equipamiento Médico
La lista de aplicaciones es muy extensa (más de 600 familias de equipos), se listan algunas técnicas de diagnóstico, equipos y nuevas tecnologías.
- Tomografía por emisión de positrones
- Electrobisturi
- Desfibrilador
- Marcapasos
- Electrocardiograma
- Tomografía Axial Computarizada
- Electroencefalografía
- Ultrasonido
- Cirugía Láser
- Cirugía estética
- Radioinmunoanálisis

- Etc